# Spark (jabber-клиент)
Spark — свободная программа для мгновенного обмена сообщениями в сети Интернет по протоколу Jabber. Работает под управлением Microsoft Windows, Mac OS X, Linux и Unix. Имеет возможности создания закладок для каждого окна чата, проверки орфографии при наборе текста. Отличается хорошей работой с сервером Openfire. Удобная и простая регистрация пользователей.